# Abierto de Australia 1983
Lista de los campeones del Abierto de Australia de 1983:

## Individual masculino
Mats Wilander (SWE) d. Ivan Lendl (República Checa), 6–3, 6–3, 6–2

## Individual femenino
Martina Navratilova (USA) d. Kathy Jordan (USA), 6–2, 7–6(7–5)

## Dobles masculino
Mark Edmondson/Paul McNamee (AUS)

## Dobles femenino
Martina Navratilova (USA)/Pam Shriver (USA)
| Predecesor: 1982                           | Abierto de Australia 1983 | Sucesor: 1984                         |
| Predecesor: Abierto de Estados Unidos 1983 | Grand Slam 1983           | Sucesor: Torneo de Roland Garros 1984 |

- Datos: Q687506